# 1859 en Italie
Chronologie de l'Italie
- 1855
- 1856
- 1857
- 1858
- 1859
- 1860
- 1861
- 1862
- 1863

## Événements

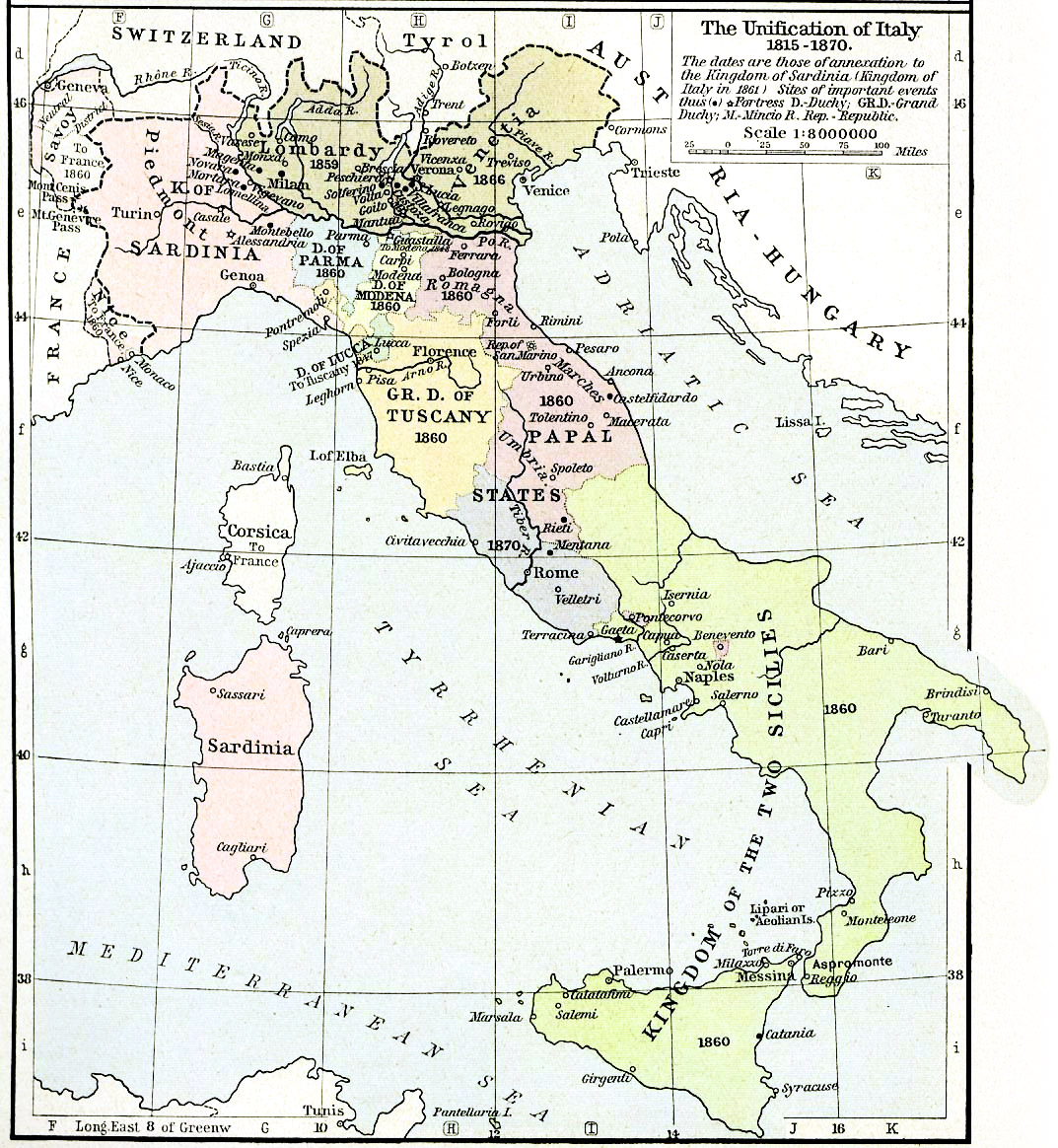
Les états italiens en 1859.

- 26 et 28 janvier : traité secret d’alliance entre la France et la Sardaigne[1].
- 3 mars : la France se concilie la neutralité russe en cas de guerre avec l’Autriche[2].
- 20 avril : le général Forey est nommé commandant de la 1re division du 1er corps de l'armée d'Italie[3].
- 21 avril : l’Autriche lance un ultimatum au Piémont, lui enjoignant de désarmer en trois jours ; il est rejeté le 26 avril[4].
- 22 avril : le général de Mac-Mahon est mis à la tête du 2e corps de l'armée d'Italie[5].
- 27 avril : fuite du grand-duc Léopold II de Toscane ; le patriote Bettino Ricasoli forme un gouvernement provisoire[6].
- 29 avril : l’armée autrichienne de Gyulai franchit le Tessin et attaque le Piémont, allié de la France[7].
- 3 mai : Napoléon III, venant à l'aide de l'Italien Camillo Cavour, déclare la guerre à l'Autriche[8], qui estime que Napoléon III ne s’engagerait pas en raison de la force de son opposition.
- 5 mai : le maréchal Vaillant est nommé major-général de l'armée d'Italie[9].
- 10 mai : Napoléon III quitte Paris pour prendre le commandement en chef de l'armée qui doit libérer l'Italie. Il arrive à Gênes le 12 mai[10].

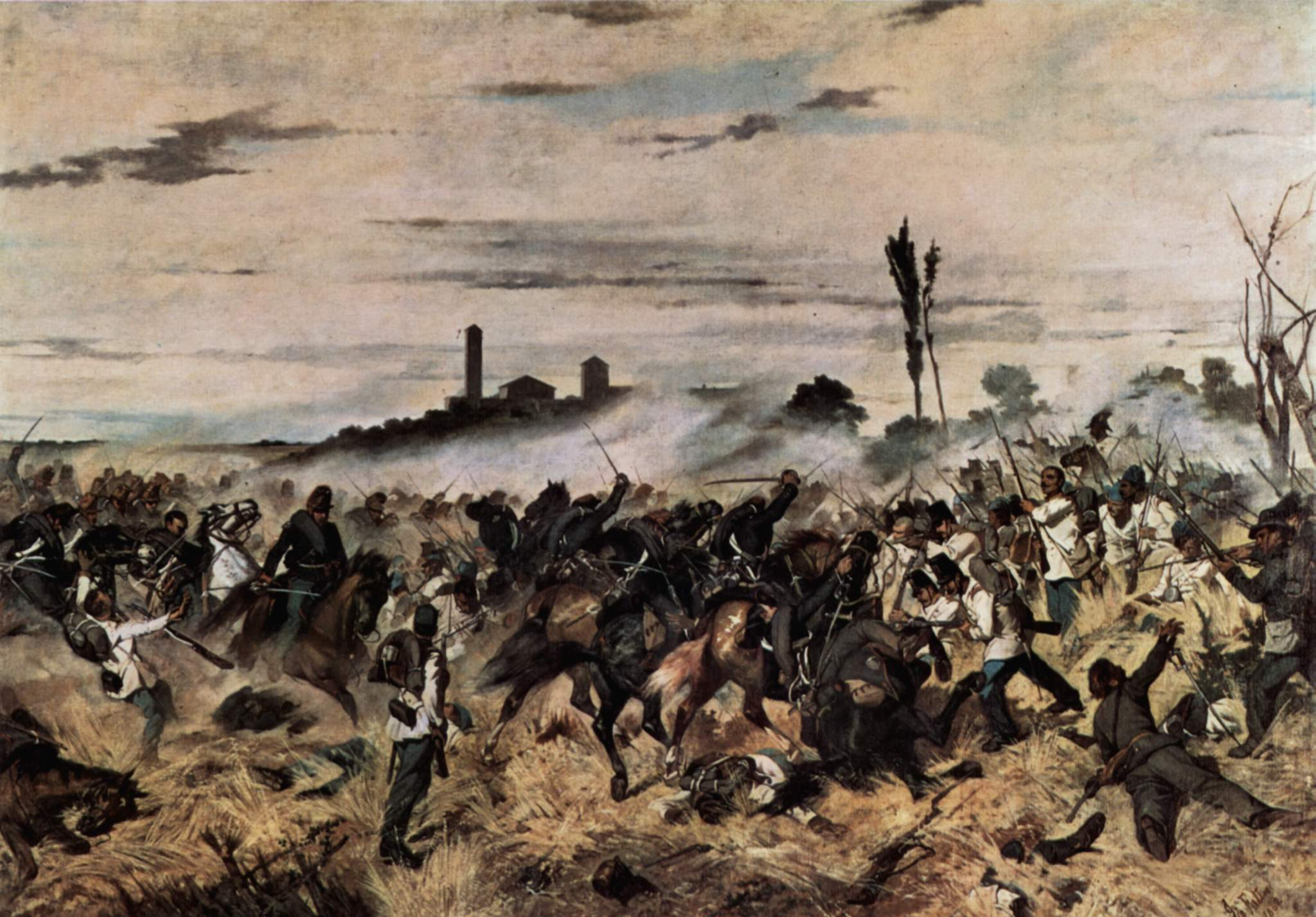
20 mai : bataille de Montebello di Casteggio

- 20 mai : bataille de Montebello di Casteggio remportée par le maréchal Bararguey d'Hilliers[7].
- 26 mai : victoire des volontaires sardes conduits par Garibaldi à la bataille de Varèse[11].
- 27 mai : victoire sarde à la bataille de San Fermo[11]. Garibaldi occupe Côme.
- Du 30 au 31 mai : bataille de Palestro en Lombardie, entre les Sardes du roi Victor-Emmanuel II, secondés par le troisième régiment français de zouaves du colonel de Chabron, et les Autrichiens de Guylai. Victoire des Franco-Piémontais[11].
- 3 juin : bataille de Turbigo en Lombardie remportée par le général de Mac-Mahon sur les Autrichiens de Clam-Gallas[12].

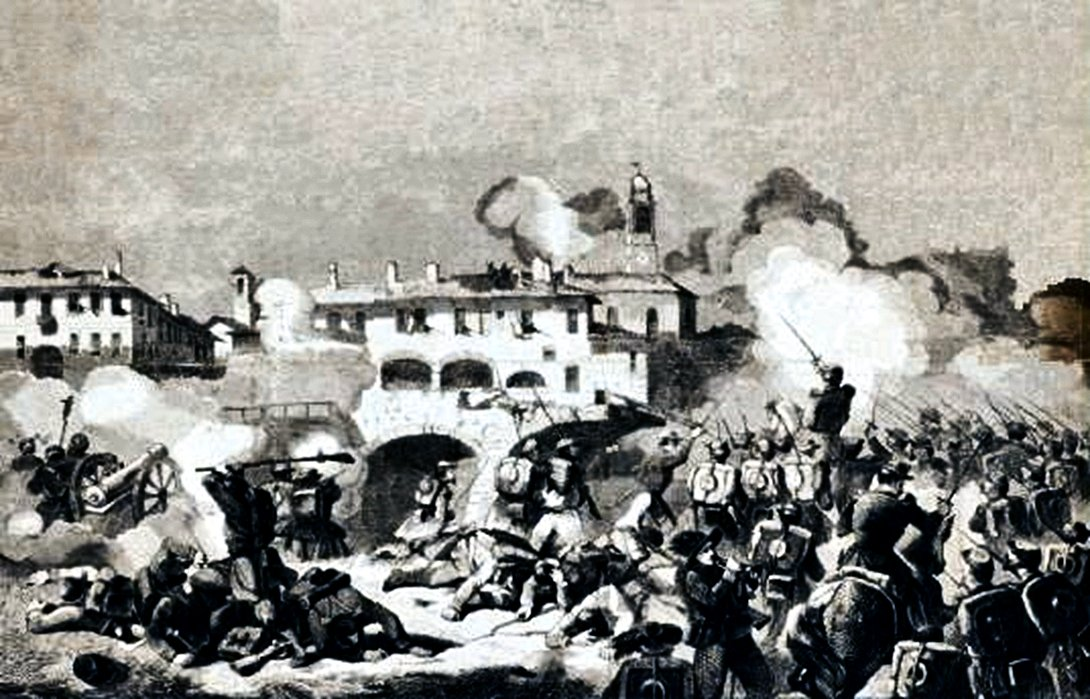
4 juin : bataille de Magenta

- 4 juin : bataille de Magenta, remportée par les Piémontais du royaume du Piémont-Sardaigne, et par l'armée française d'Italie, commandée par le général de Mac-Mahon et Napoléon III, contre les Autrichiens commandés par Guylai[11].
- 5 juin : le général Edme de Mac-Mahon est nommé maréchal de France, de même que le général Auguste Regnaud de Saint-Jean d'Angély (68 ans), commandant en chef de la garde impériale[13].
- 6 juin : Napoléon III nomme le maréchal de Mac-Mahon duc de Magenta[14].
- 8 juin :
  - l'empereur Napoléon III et le roi Victor-Emmanuel II font une entrée triomphale dans Milan[15].
  - bataille de Melegnano remportée par le général Forey sur les Autrichiens[16].
- 15 juin : victoire des Autrichiens à la bataille de Treponti ; ils doivent cependant se replier. Les volontaires de Garibaldi entrent dans Castenedolo[17].
- 17 juin : Victor-Emmanuel II entre dans Brescia[18].
- 20 juin : l'insurrection de Pérouse est durement réprimée par l'armée pontificale sous les ordres du colonel suisse Schmidt[19].

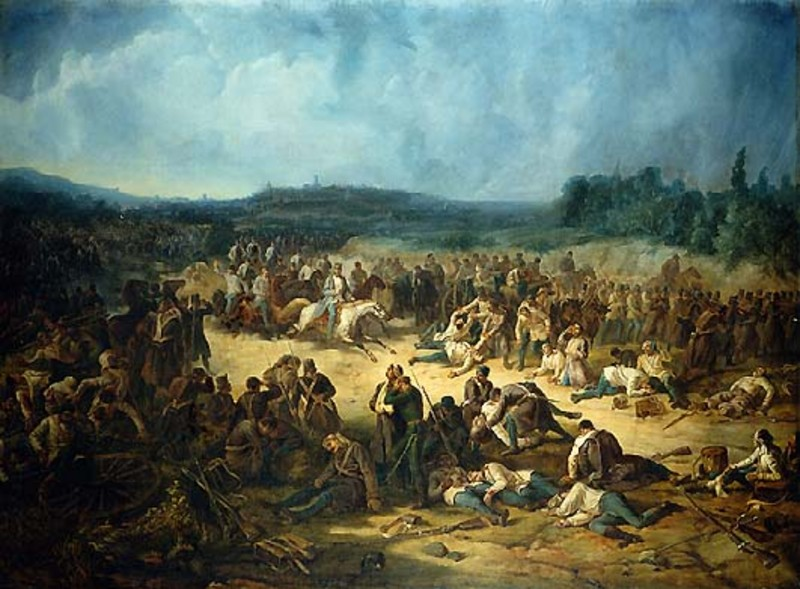
24 juin : Henri Dunant à la bataille de Solférino.

- 24 juin : bataille de Solférino en Lombardie. Victoire française et piémontaise contre les Autrichiens. La victoire s'est notamment jouée grâce à un mouvement du maréchal Canrobert. Henri Dunant, futur fondateur de la Croix-Rouge, y secourt les blessés[15].
- 25 juin :
  - le général Adolphe Niel (57 ans) est nommé maréchal de France[13].
  - à la suite d'un incident, une partie de la cavalerie française est prise de panique entre Castiglione et Cavriana[20].

- 8 juillet : signature de la suspension d'armes entre le maréchal Vaillant et le général autrichien Hess[21].
- 10 juillet : Cavour démissionne après les préliminaires[22].
- 11 juillet : rencontre à Villafranca di Verona (Vénétie) entre les empereurs de France et d'Autriche. Napoléon III, craignant la formation d’une coalition européenne hostile et la trop grande puissance du Piémont-Sardaigne, conclut précipitamment les préliminaires de Villafranca où il lâche le Piémont par crainte de la Prusse[7].
- 12 juillet : armistice de Villafranca. L'armistice et les préliminaires de paix qui mettent fin à la campagne d'Italie sont signés à Villafranca di Verona entre l'Autriche, la France et le royaume de Piémont-Sardaigne. Les Habsbourg perdent la Lombardie ; une confédération italienne présidée par le pape est créé, la Vénétie sous souveraineté autrichienne en faisant partie ; les ducs de Modène, de Parme et de Toscane retrouvent leurs trônes[22]. Modène, Parme, la Romagne, les Légations et Bologne se soulèvent[23].
- 19 juillet : début du Gouvernement La Marmora (fin le  21 janvier 1860). Le ministre de l'Intérieur Rattazzi maintient les commissaires envoyés par Cavour pour assurer l’intérim après la fuite des princes de Toscane, Parme et Modène[24].
- 16 août l'Assemblée nationale toscane vote la déchéance de la maison de Habsbourg-Lorraine et le 20 août l'annexion de la Toscane au Piémont[25].
- 23 octobre : loi Rattazzi de réorganisation administrative au Piémont-Sardaigne et en Lombardie[6]. Les communes sont dirigées par des conseils municipaux élus au suffrage censitaire mais les maires sont nommés par le gouvernement.
- 10-11 novembre : négociations et paix conclue au traité de Zurich à la suite de la victoire des troupes franco-sardes sur les Autrichiens. L'Autriche cède la Lombardie à la France mais conserve la Vénétie. La France rétrocède la Lombardie au royaume de Piémont-Sardaigne[26]. La réunion d'un congrès européen est prévue pour régler la situation de la Péninsule.
- 20 novembre : publication du code pénal sarde de procédure civile et de procédure pénale. Applicable en Italie du Nord, il est applicable en Italie du Sud par le décret du 17 février 1861[27].

- 8 décembre : les Provinces-Unies d'Italie centrale sont constituées. Elles regroupent la Toscane , Parme, Modène et les Légations[28].

- 22 décembre : Napoléon III fait publier par le vicomte de la Guéronnière une brochure anonyme intitulée Le Pape et le Congrès dans laquelle il conseille au pape Pie IX de contribuer à la solution du problème national italien en consentant au démembrement de ses États ; le pape condamne cette brochure[29].

- Le commerce extérieur du Piémont représente le tiers du commerce extérieur italien[30]. Le réseau ferroviaire est le premier d’Italie[31]. Le trafic du port de Gênes surpasse celui de Venise et de Naples[32]. Le Piémont devient la région la plus industrialisée d’Italie.

## Naissance en 1859
- x

## Décès en 1859
- 7 février : Agostino Codazzi, 65 ans, militaire, explorateur et géographe ayant participé aux guerres napoléoniennes et à la libération de l'Amérique du Sud. († 12 juillet 1793)
- 23 mars : Cesare Poggi, 56 ans, peintre de style néoclassique. (° 14 mai 1803)
- 3 juillet : Matteo Arminjon, 66 ans, magistrat, avocat au Sénat de Savoie et homme politique du duché de Savoie. (° 24 février 1793)
- 13 novembre : Ernesta Legnani, 71 ans, graveuse et peintre italienne. († 18 juin 1788)
- 31 décembre : Luigi Ricci, 54 ans, compositeur d'opéra. (° 8 juillet 1805)